# 5.000 dollari per El Gringo
5.000 dollari per El Gringo (Waco) è un film del 1952 diretto da Lewis D. Collins.
È un western statunitense con Wild Bill Elliott, I. Stanford Jolley e Pamela Blake.

## Trama
Dopo aver ucciso un uomo per legittima difesa durante una partita di poker, Wild Bill Elliott diventa fuorilegge per evitare un linciaggio.

## Produzione
Il film, diretto da Lewis D. Collins su una sceneggiatura di Daniel B. Ullman, fu prodotto da Vincent M. Fennelly per la Silvermine Productions e girato nel novembre del 1951.

## Distribuzione
Il film fu distribuito con il titolo Waco negli Stati Uniti dal 24 febbraio 1952 al cinema dalla Monogram Pictures.
Altre distribuzioni:
- nel Regno Unito (The Outlaw and the Lady)
- in Italia (5.000 dollari per El Gringo)

## Promozione
Le tagline sono:
- It took the DEADLIEST outlaw in the Pecos to tame the WILDEST town in Texas!
- You Had To SHOOT Your Way Into Waco...And FIGHT Your Way Out!
- Wild, Wide Open...WACO...the TOUGH town!